# Phadla II de Kakhétie
Phadla II de Kakhétie (en géorgien : ფადლა II ; mort en 929) est un prince de Kakhétie de la dynastie dite des Kyriacides. Il règne de 918 à 929.
Phadla II est le fils et successeur de Kviriké Ier de Kakhétie. Pendant son règne de onze ans, les Arabes, conduits par Abou-Sadj, ravagent le pays. Le prince d'Héréthie Adarnassé II Patrikios (913-943), qui a été dépossédé par son père, met à profit la situation de la Kakhétie pour recouvrer les territoires perdus. 
Phadla II demeure l'allié du roi Georges II d'Abkhazie qui domine à cette époque la Géorgie et qu'il assiste dans le conflit qui l'oppose à son fils rebelle, Constantin, vice-roi d’Ibérie.

## Postérité
D'une épouse inconnue il laisse :
- Kviriké II de Kakhétie ;
- Schourta, gendre de Georges II d'Abkhazie, qu'il soutient contre son frère.